# ロッド・ストリックランド
ロッド・ストリックランド (Rodney "Rod" Strickland、1966年7月11日 - ) は、アメリカ合衆国ニューヨーク州ブロンクス出身のNBAで活躍した元プロバスケットボール選手。NBAオールスターMVP等を獲得したカイリー・アービングの名付け親でもある。

## 経歴
デュポール大学で3シーズンプレーした後、1988年のNBAドラフトで、ニューヨーク・ニックスに1順目19位で指名され入団。ルーキーシーズンは81試合に出場し、10試合でスターターを務め、1989年のオールルーキー・セカンドチームに選ばれた。1990年にサンアントニオ・スパーズに移籍し、その後7チームでプレーし、2005年に引退した。1,094試合出場、14,463得点(13.2ppg)、7,987アシスト(7.3rpg)、1,616スティール(1.5spg)を記録した。

## 受賞歴
- 1989年オールルーキー・セカンドチーム
- 1998年アシスト王

## 人物
2011年のNBAドラフト1位、ルーキー・オブ・ザ・イヤーの、カイリー・アービングの名付け親である。

## 脚註
1. ↑  “A father dedicated to helping his son”. espn.com (2012年2月24日). 2013年12月28日閲覧。